# Форд, Эдмунд
Эдмунд Форд (англ. Edmund Brisco "Henry" Ford; 23 апреля 1901, Попкастл, Камбрия, Великобритания — 21 января 1988, Оксфорд, Оксфордшир, Великобритания) — английский генетик и зоолог.

## Биография
Родился 23 апреля 1901 года в Попкастле. В 1919 году поступил в Оксфордский университет, который он окончил в 1924 году. После окончания данного университета, он остался там же и прослужил вплоть до 1971 года. В 1961 году был избран профессором. С 1971 года — на пенсии.
Скончался 21 января 1988 года в Оксфорде.

## Научные работы
Основные научные работы посвящены экологической генетике, эволюции явления доминантности и генетическим механизмам контроля роста. Один из авторов синтетической теории эволюции.

## Членство в обществах
- Член Лондонского королевского общества.

## Награды и премии
- 1954 — Медаль имени Ч. Дарвина.